# Praha 5 (1949–1960)

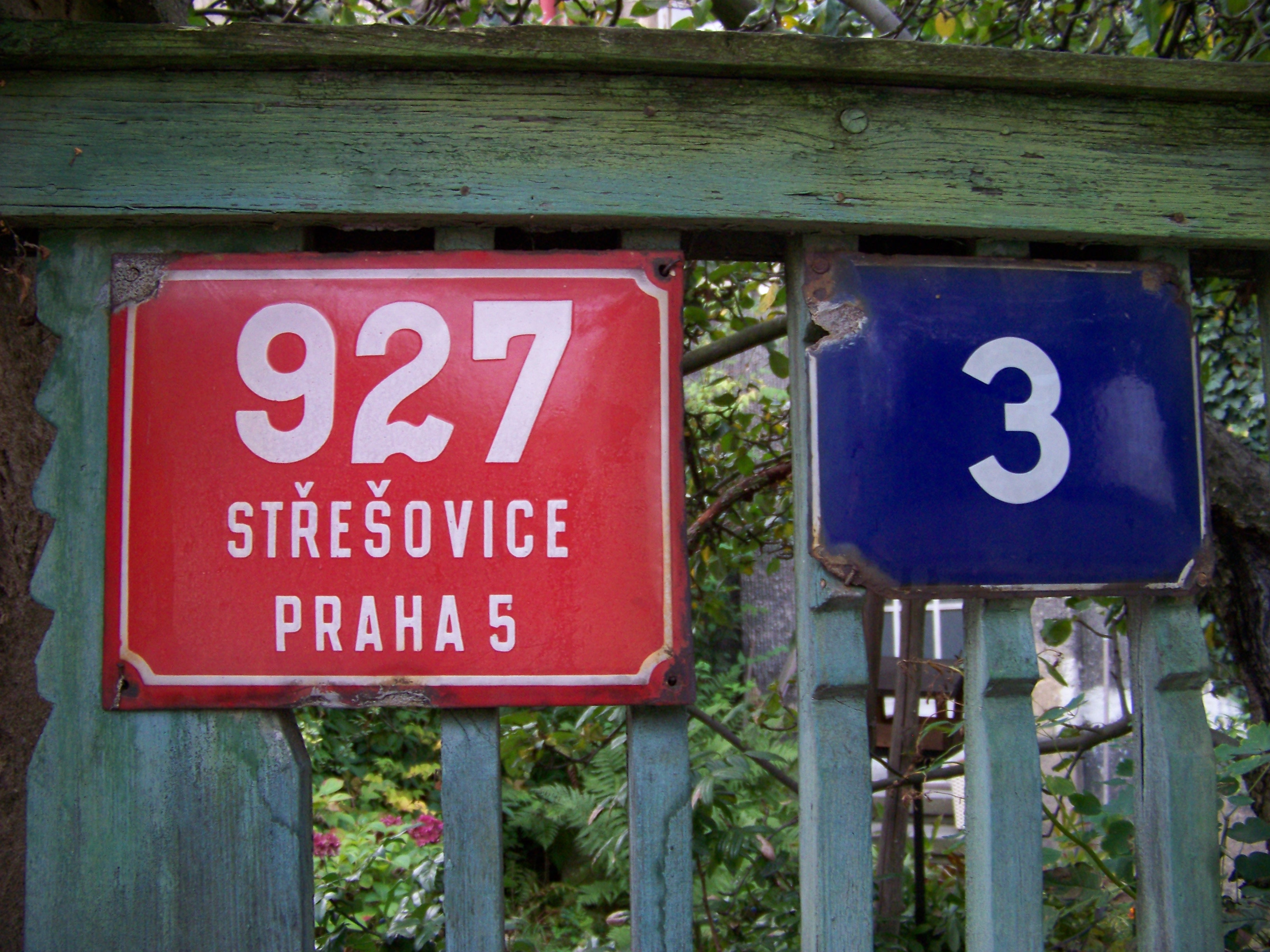
Staré označení obvodu na Ořechovce ve Střešovicích

Praha 5 bylo v letech 1949–1960 označení městského obvodu hlavního města Prahy, který zahrnoval Břevnov, části Dolní Liboce a část Střešovic. 
Základem pro vznik obvodu Praha 5 byl dosavadní obvod Praha XVIII (od roku 1947 nazvaný Praha XVIII – Břevnov), který zahrnoval celé čtvrtě Břevnov, Dolní Liboc a Střešovice a který vznikl jako volební a samosprávný obvod k 17. lednu 1923 na základě vládního nařízení č. 7/1923 Sb. Obvod Praha 5 vznikl k 1. dubnu 1949, kdy byla Praha vládním nařízením č. 79/1949 Sb. rozčleněna novou správní reformou na 16 městských obvodů číslovaných arabskými číslicemi. Od dosavadního obvodu Praha XVIII se jeho vymezení liší tím, že části Střešovic a Dolní Liboce byly připojeny k obvodu Praha 6, který vznikl transformací dosavadního obvodu Praha XIX - Dejvice. Od 11. dubna 1960 zákon č. 36/1960 Sb. vymezil v Praze 10 obvodů, přičemž téměř celý dosavadní obvod Praha 5 (až na nepatrnou část Břevnova) byl připojen k obvodu Praha 6 (nový obvod Praha 5 vznikl v roce 1960 jižněji a s dosavadním obvodem Praha 5 nemá společné téměř žádné území). Zákon č. 418/1990 Sb., o hlavním městě Praze, s účinností od 24. listopadu 1990 a poté znovu Statut hlavního města Prahy (vyhláška hl. m. Prahy č. 55/2000 Sb. HMP) s účinností od 1. července 2001 zařadily většinu tohoto území i do městské části Praha 6.